# Wish You Were Here (Incubus)
Wish You Were Here è un singolo pubblicato il 21 agosto 2001, il primo estratto dall'album Morning View degli Incubus.
Sul significato della canzone, il cantante Brandon Boyd dichiarò:

## Tracce
1. Wish You Were Here
2. Mexico (live)
3. Drive (live)
4. The Warmth (live)
5. Wish You Were Here (live)